# Bangsbo Botaniske Have
Bangsbo Botaniske Have, beliggende i Frederikshavn, er en selvejende institution stiftet den 29. november 1988, fostret af tre haveinteresserede borgere.

## Haveafsnit
- Krydderurtehave
- Sansehave
- Voldsted
- Park
- Rhododendrondalen
- Rosenhave
- Frugt- og bærhave
- Vilde planter
- Det botaniske anlæg
- Å-område
- Boolsens Stenhave

## Det botaniske anlæg
I det botaniske anlæg er i 2009 anlagt et stort spaltebed i samarbejde med tjekken Zdenék Zvolanek, og i 2013 en samling på mere end 20 forskellige arter af Røn (Sorbus).